# Trigona branneri
Trigona branneri é uma abelha social da tribo meliponini.